# Krigeage lognormal
Le krigeage lognormal est une adaptation de la méthode géostatistique de krigeage à l'étude d'une variable lognormale.
Soit une variable lognormale Z ~ exp(Y) − β, où Y est une variable normale d'espérance mY et de variance sY2, et β une constante. Un krigeage ponctuel de Y donne, en tout point, son estimation Y* et la variance de krigeage σY2. L'estimation et la variance du krigeage lognormal de Z s'écrivent alors :
krigeage simple ponctuel : {\displaystyle {\begin{aligned}Z^{*}&=\exp \left(Y^{*}+{\frac {1}{2}}{\sigma _{\text{Y}}}^{2}\right)-\beta \\{\sigma _{\text{Z}}}^{2}&=\exp \left({s_{\text{Y}}}^{2}\right)\left(1-\exp \left(-{\sigma _{\text{Y}}^{2}}\right)\right)\end{aligned}}}
krigeage ordinaire ponctuel[réf. nécessaire] : {\displaystyle {\begin{aligned}Z^{*}&=\exp \left(Y^{*}+{\frac {1}{2}}{\sigma _{\text{Y}}}^{2}+\mu \right)-\beta \\{\sigma _{\text{Z}}}^{2}&=\exp \left({s_{\text{Y}}}^{2}\right)\left(1+\exp \left(-{\sigma _{\text{Y}}^{2}}-\mu \right)\left(\exp \left(-\mu \right)-2\right)\right)\end{aligned}}} où μ est le paramètre de Lagrange du krigeage ordinaire